# Karl Yngve Vendel
Karl Yngve Vendel, född 24 mars 1885 i Karlstad, död 2 juli 1980, var en svensk diplomat.

## Biografi
Vendel var son till lektor Valdemar Vendel och Klara Jönsson. Han tog juris kandidatexamen 1916 och blev attaché vid Utrikesdepartementet (UD) 1918. Vendel tjänstgjorde i Berlin 1919 och var vicekonsul i New York 1921. Han var andre legationssekreterare i Washington, D.C. 1921, vicekonsul i Rotterdam 1930, förste legationssekreterare i Haag 1936, konsul i Stettin 1940, Danzig 1942, Mariehamn 1944 och chargé d’affaires i Colombia 1944–1948 samt Havanna, Ciudad Trujillo, Port-au-Prince 1949–1951. Vendel var därefter beskickningsråd i disponibilitet 1951, chef för UD:s B-avdelning 1952–1954 och fick envoyé extraordinär och ministre plénipotentiaires namn 1971.
Han gifte sig 1945 med Mary Gemzell (1913–1985), dotter till kapten Sixten Gemzell (1875–1961) och Rose Bisgaard (1889–1975). Vendel avled den 2 juli 1980 och gravsattes den 10 juli 1980 på Galärvarvskyrkogården.